# Helena Paleòloga (filla de Demetri II Paleòleg)
|  | Per a altres significats, vegeu «Helena Paleòloga». |

Helena Paleòloga (grec medieval: Ἑλένη Παλαιολογίνα, Eleni Paleologina; nascuda el 23 d'abril del 1442 – ca. 1469) fou la filla única de Demetri II Paleòleg, despota de Morea, un dels germans de l'últim emperador romà d'Orient, Constantí XI Paleòleg. La seva mare era Teodora Assèn, de la família Assèn, que anteriorment havia governat Bulgària. Era famosa per la seva bellesa. El soldà Mehmet II, que havia conquerit Constantinoble el 1453, volia incloure-la al seu harem després d'emparar-se de Morea el 1460, però ben aviat canvià d'opinió, possiblement per por de ser enverinat per ella.
En lloc de passar a formar part de l'harem del soldà, Helena rebé una pensió i grans terres a Adrianòpolis, on visqué fins que morí de causes desconegudes cap al 1469, a l'edat d'uns 27 anys.

## Biografia
Helena Paleòloga, nascuda el 23 d'abril del 1442, era la filla única de Demetri II Paleòleg, despota de Morea, un dels germans de l'últim emperador romà d'Orient, Constantí XI Paleòleg. La seva mare era Teodora Assèn, filla de Pau Assèn i membre de l'antiga família Assèn, que antany havia governat el Segon Imperi Búlgar- En el moment del naixement d'Helena, Demetri era dèspota de Mesèmbria i no seria nomenat dèspota de Morea fins al 1449. Helena era famosa per la seva bellesa i alegria.
El 1455, dos anys després de la caiguda de Constantinoble, quan Helena tenia 13 anys, Demetri intentà prometre-la amb un net del rei Alfons V el Magnànim per forjar una aliança amb Aragó i Nàpols. Les negociacions fracassaren després que el soldà Mehmet II, que havia conquerit Constantinoble el 1453 i ara governava com a senyor del seu còdespota i germà petit, Tomàs Paleòleg, envaí Morea el 1458 perquè no havia rebut el tribut acordat dels dos dèspotes. En lloc del net d'Alfons, Mehmet proclamà que ell es casaria amb Helena.
Entre el 1459 i el 1460, Demetri i Tomàs s'enfrontaren en una guerra civil pel control de Morea que tan sols s'acabà amb la intervenció de Mehmet II i l'annexió dels seus territoris a l'Imperi Otomà. Mentre que Tomàs fugí a l'exili, Demetri es rendí als otomans a Mistràs sense oferir resistència. Com que temia la venjança del soldà, el dèspota ja havia enviat Helena i la seva mare Teodora a un lloc segur a Monembasia. El 31 de maig, Mehmet II arribà a l'exterior de Mistràs i es reuní amb l'atemorit Demetri per exigir-li que fes tornar Helena i Teodora de Monembasia i li lliurés les dues dones perquè poguessin acompanyar-lo a Adrianòpolis. Almenys al principi, el soldà probablement pretenia que Helena, que ja tenia 18 anys, passés a formar part del seu harem, així que la deixà a ella i a la seva mare a càrrec d'uns eunucs del seu seguici. Segons l'historiador romà d'Orient Teodor Espandunes, Mehmet mai no arribà a casar-se amb Helena: «El dèspota Demetri, que governava des de Mistràs, sembla haver permès que el soldà conquerís el Peloponès perquè Mehmet havia promès prendre la seva filla com a muller. Era la seva filla única i hereva de tot allò que tenia. Tanmateix, Mehmet ja no volia casar-se amb la filla de Demetri, que morí verge a Adrianòpolis». Es desconeix el motiu pel qual Helena mai no entrà a l'harem del soldà, però Mehmet II possiblement tenia por que la noia intentés enverinar-lo. En canvi, el soldà li concedí una pensió i grans terres a Adrianòpolis, encara que també li prohibí casar-se. Morí de causes desconegudes cap al 1469 a l'edat d'aproximadament 27 anys. Els seus pares quedaren tan colpits per la seva defunció que es retiraren a la vida monàstica i moriren l'any següent.